# Nyhemsgölen
Nyhemsgölen är en sjö i Ydre kommun i Östergötland och ingår i Motala ströms huvudavrinningsområde.